# Важкий бомбардувальник

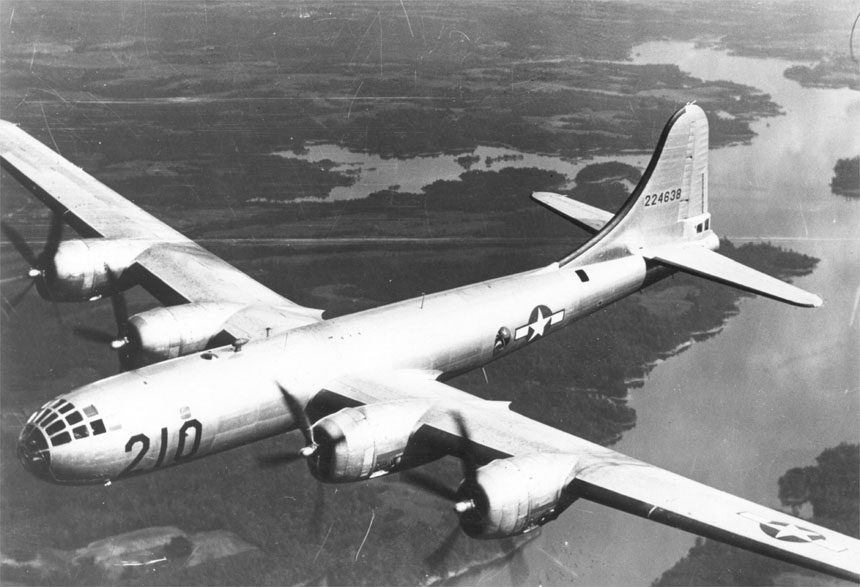
Бомбардувальник В-29 у польоті.

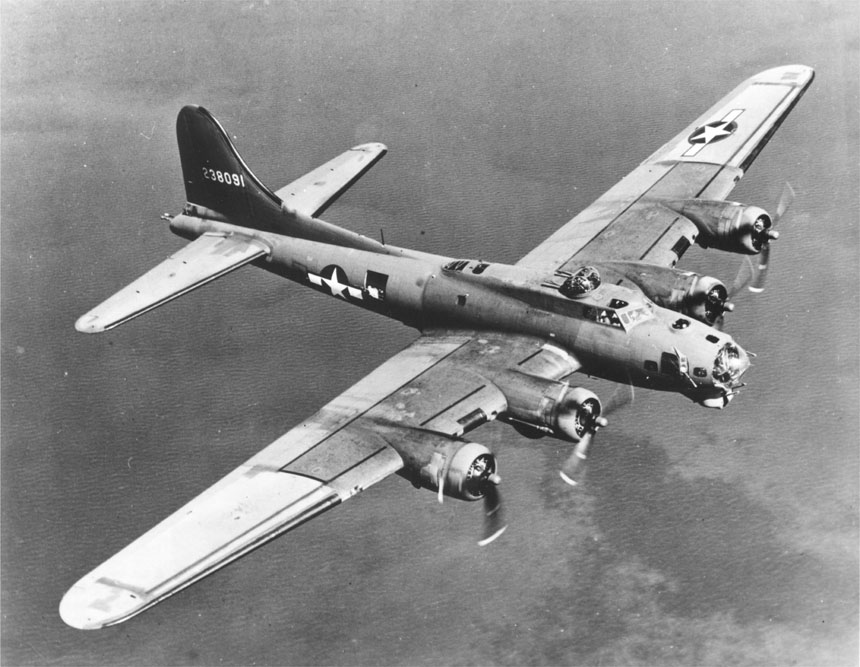
Американський суцільнометалевий важкий чотиримоторний бомбардувальник Боїнг B-17 «Летюча фортеця»

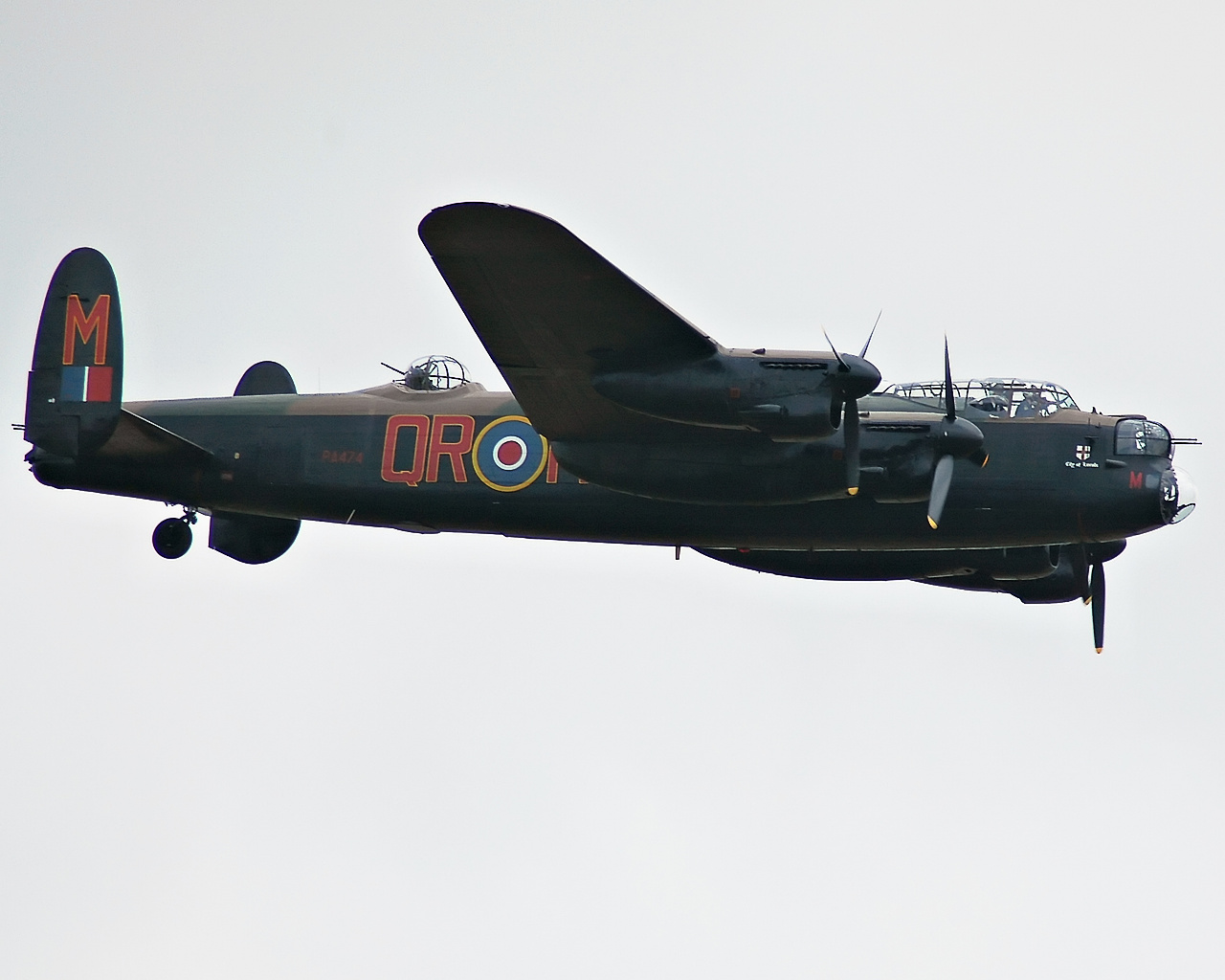
Британський важкий чотиримоторний бомбардувальник Avro Lancaster

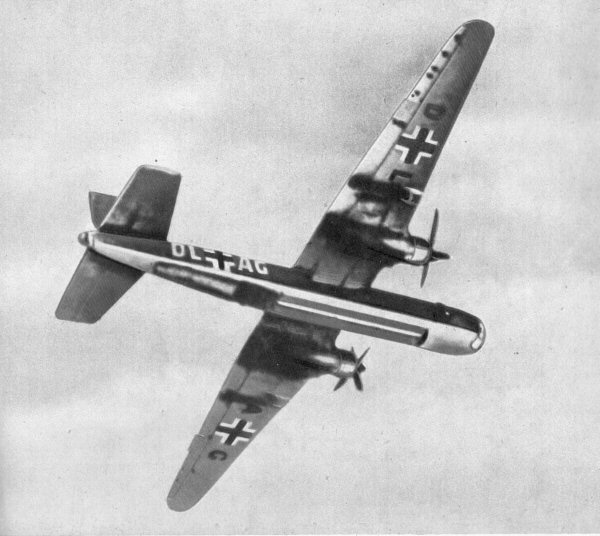
Німецький He 177

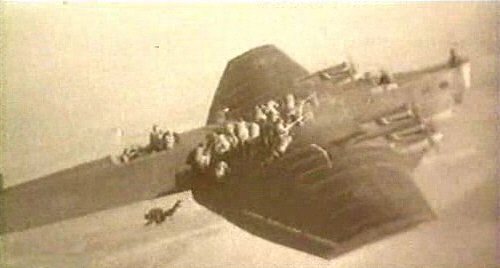
Десантування парашутного десанту з важкого бомбардувальника ТБ-3. СРСР

Важкий бомбардува́льник — за класифікацією часів Другої світової війни, різновид бомбардувальника, призначеного для ураження наземних (підземних) або надводних (підводних) об'єктів за допомогою бомбового озброєння на далеких (стратегічних) відстанях. Важким бомбардувальником вважався бомбардувальник, який був здатний доставити більше за 2 тони авіаційних бомб на відстань, що перевищувала 8 000 км.